# Willi Hübner
Willi Hübner (* 20. April 1896 in Rixdorf bei Berlin; † 4. Dezember 1979 in Berlin) war ein deutscher Politiker (SPD).

## Leben
Willi Hübner war ein Sohn eines Angestellten der Krankenkasse und besuchte ein Realgymnasium. Er machte eine Lehre als kaufmännischer Angestellter, bis 1909 arbeitete er auch als kaufmännischer Angestellter. Anschließend wurde er Seemann, bis er wegen des Ersten Weltkriegs vier Jahre lang Soldat war. 1919 trat er der SPD bei und wurde Angestellter des Deutschen Landarbeiter-Verbands (DLV). Nach der „Machtergreifung“ der Nationalsozialisten und der folgenden Zerschlagung der Gewerkschaften ging Hübner in die Illegalität in Berlin-Köpenick und in Kiel, er betrieb bis 1939 eine Geflügelfarm. Mit dem Beginn des Zweiten Weltkriegs wurde er zunächst Zivilangestellter des III. Armeekorps, doch 1940 wurde er in die Kriegsmarine eingezogen.

## Politische Aktivität
Nach dem Krieg war Hübner von 1945 bis 1948 Referent bei der Zentralverwaltung für Land- und Forstwirtschaft der Sowjetischen Besatzungszone. Bei der ersten Berliner Wahl 1946 wurde er in die Bezirksverordnetenversammlung im Bezirk Köpenick gewählt. Im selben Jahr wurde er Vorsitzender des Zentralvorstands der IG Land- und Forstwirtschaft des Freien Deutschen Gewerkschaftsbunds (FDGB) und Mitglied des FDGB-Bundesvorstands. 1948 trat er aus beiden Funktionen zurück und wechselte 1949 zur Unabhängigen Gewerkschaftsopposition (UGO). Hübner wurde 1949 Angestellter des Bezirksamts Kreuzberg. Da Bruno Grüttner (1896–1981) aus der Stadtverordnetenversammlung von Groß-Berlin ausgeschieden war, rückte Hübner im April 1950 in das Parlament nach. Auch bei der folgenden Legislaturperiode konnte er im März 1951 für Wilhelm Birnbaum (1895–1980) in das Parlament nachrücken. Im März 1957 schied er aus dem Abgeordnetenhaus von Berlin aus.
Hübner war der Vorsitzende des Hauptbetriebsrats des Senats von Berlin.